# Клейсты
Клейсты — микрорайон в Риге, являющийся самым большим микрорайоном, но с маленьким населением. Входит в Курземский район Риги и граничит с Булли, Болдерая, Спилве и Имантой, а также граничит с Марупским краем и микрорайоном Юрмалы — Варнукрогс.

## История
Во второй половине 19 века была открыта железная дорога Рига — Болдерая. В 1924 году к границам города Риги были присоединены обширные территории Пардаугавы, что было реализовано Сеймом 24 февраля 1924 года во времена Первого Свободного Латвийского государства принял закон об административных границах города Риги, где они были юридически утверждены. После оккупации Латвии усадьба Клейсту вошла сначала в состав Ленинского, а затем и Ленинградского района.

## Инфраструктура

### Магазины
Продовольственные магазины: «Korsaro» (Kleistu iela 75).

Магазины автозапчастей: «ADParts» (Rātsupītes iela 13).

Магазин шин: «Riepuserviss.lv» (Kleistu iela 41)

### Транспорт
Автобус
- 13: Станция Бабите - Клейсты - Пречу 2
- 36: Иманта 5 — Булли
- 56: Болдерая — Зиепниеккалнс